# Jan Kapras
Jan Kapras (ur. 17 stycznia 1880 w Brnie, zm. 13 maja 1947 w Novým Bydžovie) – czeski historyk prawa, nauczyciel akademicki i polityk, minister szkolnictwa Czechosłowacji w latach 1938–1939 i minister szkolnictwa Protektoratu Czech i Moraw w latach 1939–1942.

## Życiorys
Urodził się w rodzinie profesora brneńskiego liceum. W młodości zaangażował się w politykę, był także autorem wielu publikacji z zakresu historii i historii prawa. Pracował jako profesor historii prawa na Uniwersytecie Karola. Jako ekspert uczestniczył w konferencji pokojowej w Paryżu, a w okresie międzywojennym także w negocjacjach w sprawie wytyczenia granicy polsko-czechosłowackiej.
Po utworzeniu Czechosłowacji został jednym z czołowych działaczy czechosłowackiej Narodowej Demokracji, a w latach 1931–1935 był senatorem. W grudniu 1938 roku został mianowany ministrem szkolnictwa w pierwszym rządzie Rudolfa Berana i urząd ten pełnił aż do powołania rządu Jaroslava Krejčíego i objęcia tej funkcji przez Emanuela Moravca. Utrzymywał kontakty z czechosłowackim ruchem oporu i wspierał go finansowo.
W 1947 roku został oskarżony o kolaborację i postawiony przed sądem, nie został jednak uznany winnym. Jego obrońcą był Kamill Resler. Zmarł wkrótce potem.